# Magiria imparella
Magiria imparella är en fjärilsart som beskrevs av Philipp Christoph Zeller 1867. Magiria imparella ingår i släktet Magiria och familjen mott. Inga underarter finns listade i Catalogue of Life.